# Acayuca
Acayuca är en ort i Mexiko.   Den ligger i kommunen Zapotlán de Juárez och delstaten Hidalgo, i den sydöstra delen av landet, 70 km norr om huvudstaden Mexico City. Acayuca ligger 2 449 meter över havet och antalet invånare är 7 276.
Terrängen runt Acayuca är platt åt sydost, men åt nordväst är den kuperad. Runt Acayuca är det ganska tätbefolkat, med 90 invånare per kvadratkilometer. Närmaste större samhälle är Pachuca de Soto, 15,1 km nordost om Acayuca. Trakten runt Acayuca består till största delen av jordbruksmark.